# PZInż. 160
Der PZInż. 160 war einer der letzten Prototypen eines Panzerjägers der polnischen Streitkräfte, welcher jedoch nicht über den Status einer Zeichnung hinaus kam.

## Entwicklung
Nachdem die experimentellen Panzerjäger TKD und TKS-D gebaut wurden, beschlossen die Nationalen Ingenieurbaubetriebe (polnisch: Państwowe Zakłady Inżynierii, kurz: PZInż.) einen eigenen Entwurf einer Selbstfahrlafette mit einer 37 mm Bofors wz. 36 Kanone zu erstellen. Es wurde das Fahrgestell des PZInż. 140 verwendet, was etwas größer war als das des PZInż. 130. Im November 1936 legte PZInż. einen ersten Vorentwurf mit der Werksbezeichnung PZInż. 160 vor. Im Gegensatz zum TKS-D war die fest montierte Kanone tief in der Wanne untergebracht. Man sah hier ebenfalls von der Möglichkeit ab, die Kanone auf einen Anhänger zu montieren. Die Panzerung war mit 15 mm zu allen Seiten geplant.
Im August 1937 legte der Ingenieur Edward Habich einen überarbeiteten Entwurf vor. Hierbei beachtete er die von der Armee gewünschten Änderungen. Dabei wurde unter anderem der Aufbau erhöht und ein Maschinengewehr in der Frontplatte vorgesehen. Ein zweites Maschinengewehr sollte auf einer Fla-Lafette aufgesetzt werden. Jedoch wurde nach einer Prüfung des Panzerwaffentechnischen Forschungsbüro das Projekt abgelehnt. Hierfür gab man die hohen Kosten für das Fahrgestell und die erforderliche Änderungen an der Kanone an. Weiterhin gab es Kritik an dem Kraftstoffverbrauch und den großen Abmessungen, was ein Tarnen erschwerte. Aus diesen Gründen wurde der Bau eines Prototyps nicht genehmigt.

## Technische Daten
Als Bewaffnung für den PZInż. 160 war eine 37 mm Bofors wz. 36 geplant, welche an der Fahrzeugfront montiert werden sollte. Der Schusswinkel der Kanone hätte horizontal 24° und vertikal −50° bis +20° betragen. Zur Nahverteidigung sollten zwei Hotchkiss wz. 25 verwendet werden. Eines sollte in der Frontplatte montiert werden, direkt über der Kanone. Das zweite sollte in einer Fliegerabwehr-Lafette über dem Kampfraum montiert werden. Als Munitionsbestand berechnete man, dass 120 Patronen für 37 mm und 2.000 Schuss für die Maschinengewehre mitgeführt werden konnten.
Die Panzerung sollte aus gewalzten und geschweißten Blechen bestehen. Vorne wäre eine Panzerung von 8 mm bis 15 mm vorhanden gewesen. Die Seiten- und Heckpanzerung hätte jeweils 10 mm betragen. An der Unterseite wären 4 mm bis 8 mm dicke Panzerplatten vorhanden. Dadurch hätte das Fahrzeug ein Gefechtsgewicht von 4,3 t gehabt. Die Besatzung hätte aus vier Soldaten bestanden. Dem Fahrer, dem Kommandanten, dem Richtschützen und dem Ladeschützen.
Der Motor sollte ein flüssigkeitsgekühlter 3,9-Liter-Achtzylinder-Vergasermotor des Typs PZInż. 425 mit einer Leistung von 95 PS (70 kW) bei 3.600/min sein – der gleiche Motor wie beim PZInż. 140. Dadurch hätte der PZInż. 160 eine Höchstgeschwindigkeit von 50 km/h erreichen sollen. Der Motor hätte sich in Längsrichtung auf der rechten hinteren Seite des Rumpfes befunden. Das mechanische Getriebe hätte vier Vorwärtsgänge und einen Rückwärtsgang ermöglicht. Der Antrieb sollte durch vorn angebrachte Antriebsräder erfolgen. Auf jeder Seite wären vier einzelne Laufrollen mit Gummibereifung geplant, welche in Zweier-Drehgestellen aufgehängt wären. Die Federung sollte durch hydraulische Schwingungsdämpfer sichergestellt werden. Hinten gab es jeweils ein Spannrad. Um die Kette zurückzuführen, waren auf jeder Seite zwei Stützräder geplant.